# Henry Yates Jr.
Henry Yates Jr, né le 7 mars 1835 à Berlin, dans l'Illinois où il décède le 3 octobre 1871, est un général de brigade américain de l'armée de l'Union. Il est fils de Henry Yates et de Mary P. Schuff et frère de Richard Yates, gouverneur puis sénateur de l'Illinois. Il est l'époux de Louisa C. Arenz et père de 5 enfants. Il est inhumé au cimetière de Berlin.

## Carrière militaire
Avant la guerre, Henry Yates Jr est commerçant à Berlin. Au début des hostilités, il s'engage dans le 106e régiment d'infanterie de volontaires d'Illinois (en) et reçoit le 17 septembre 1862 le commandement de la compagnie A en tant que capitaine. Il est promu lieutenant colonel de 1er juillet 1863. Il est promu colonel le 28 avril 1864 et combat le général Joseph Shelby en mai 1864 au nord de la rivière Arkansas. Il démissionne le 8 septembre 1864.
La carrière militaire d'Henry Yates Jr. est marquée par la malchance : il est victime d'un accident de tir, suivi d'une insolation et d'autres blessures dont il ne se remettra jamais pleinement.
Il est breveté général de brigade le 13 mars 1865 pour bravoure et service méritoire lors de la guerre.

## Sources
- Civil War High Commands de David et John Eicher (2002), p° 584